# フィリップ・キルコロフ
フィリップ・キルコロフ（ロシア語:Филипп Бедросович Киркоров 1967年4月30日 - ）は、ロシア連邦の歌手、俳優、プロデューサー、司会者。ワールド・ミュージック・アワードのWorld's Best Selling Russian Artist（世界で最も売れたロシアのアーティスト）を5回受賞している。

## 略歴
1967年4月30日、ブルガリア人民共和国のヴァルナにて生まれる。父親はブルガリアの歌手でアルメニア出身のベドロス・キルコロフで、母親は同じくブルガリアの歌手ヴィクトリア・キルコロヴァ。1984年にグネーシン音楽大学に入学し、1988年に卒業した。彼の音楽スタイルは様々な西洋の音楽の影響を受けており、ロシアのポップ・ミュージックの主流となっている。また、1990年代から2000年代の他のロシアのセレブリティと同じように、ロシアの他のアーティストと頻繁にコラボレーションを行った。
1988年、彼はロシアで著名であった歌手のアーラ・プガチョワと初めて会う。プガチョワは新年のコンサートショーに彼を招待し、翌年、彼はプガチョワと一緒にオーストリアとドイツでツアーを行った。また、ロシア全土で行われる「今年の曲」のコンペティションでファイナリストを獲得した。
1990年、レニングラードで行われた「Шлягер-90」（Hit-90）という大会において「Небо и земля」（天と地）という曲でグランプリを獲得。1992年、ミュージックビデオ「Атлантида」が"Music Video of the Year"（年間最優秀ビデオ賞）に選ばれ、彼の人気がロシア国外に広がり始める彼はアメリカ合衆国、カナダ、ドイツ、イスラエルでツアーを行った。
1993年、彼はロシアの "Best Singer of the Year"（年間最優秀アーティスト賞）を受賞するとともに、ブルガリアの国際歌唱コンクールである「ゴールド・オルフェウス」において優勝した。翌年、彼は、エンゲルベルト・フンパーディンク、トム・ジョーンズ、フランク・シナトラ、ポール・アンカ、およびエルヴィス・プレスリーのカバー曲を含んだアルバム「私はラファエルではない」を発表した。このアルバムには「Я поднимаю свой бокал」（私はワイングラスを持ち上げる）という曲が入っているが、のちに彼はこの曲はアーラ・プガチョワへのラブレターだったと述べている。
1994年に彼はアーラ・プガチョワにプロポーズし、プガチョワはこのプロポーズを受諾。1月13日にモスクワで結婚を発表。3月15日、サンクトペテルブルクにおいて市長により結婚が登記された。 5月15日にエルサレムで結婚式が行われた。1995年、ダブリンで開催されたユーロビジョン・ソング・コンテストにおいて「Колыбельная для вулкана」（火山のための子守歌）という曲でロシア代表として挑んだが、17位に終わった。
ユーロビジョン・ソング・コンテストにおいては、彼は2007年の大会ではベラルーシのDmitry Koldunの曲「Work Your Magic」を共同で制作したり、また、2008年の大会ではウクライナのAni Lorakの曲「Shady Lady」も手掛けている。
彼はブルガリアのテレビのオーディション番組「ミュージック・アイドル」の第2期の審査員でもあった。
ヴェールカ・セルヂューチュカのビデオ「Do Re Mi」においてはカメオ出演も果たしている。
母国語であるブルガリア語以外に、ロシア語、スペイン語と英語に堪能である。
2012年、娘のアーラビクトリアがマイアミで生まれ、父親となった。娘の名前は妻アーラ・プガチョワと、彼女の母親ビクトリアから名付けた。
2012年12月、彼はジーマ・ビラーンやValeriy Syutkinといったポップスターと一緒に、同性愛の宣伝を禁止するサンクトペテルブルクの法案を批判する公開書簡に署名した。
自身の出場以外に、2021年までに旧ソ連諸国の代表曲のソングライターとしてユーロビジョン・ソング・コンテストに7回出場した。

## 一般的なイメージと論争
彼はキャリアの大部分において「悪役」のイメージを維持しており、数多くのメディアで論争を巻き起こしている。
もっとも悪名高いスキャンダルは、2004年5月20日にロシアのロストフ・ナ・ドヌで起こった事件である。記者会見において、多くの曲においてアメリカとヨーロッパのヒット曲をカバーしている理由を尋ねた女性ジャーナリストのイリーナ・アロハンを、彼はロシア語のスラングを用いて侮辱したのである。そして、彼はアロハンに対して「あんたのピンクのブラウス、胸、そしてマイクにはもう飽き飽きだよ。」と言い放ち、記者会見が行われていた部屋から出るよう要求した。そして彼女が退室すると、彼のボディーガードは退室した彼女を攻撃し、彼女のテープレコーダーを破壊した。この事件はマスメディアにおいて大きく取り上げられ議論となった。2004年8月11日、ロシアの刑法130条の侮辱罪に当たるとの判断が下され、彼には6万ルーブル（当時の日本円で約17万円）の罰金が科された。
2004年のウクライナ大統領選挙では、候補者であったヴィクトル・ヤヌコーヴィチが開催したコンサートに、ブルガリアの有名歌手であったキルコロフの父ベドロス・キルコロフが招待され、ウクライナの人々に対し対立候補であったヴィクトル・ユシチェンコへの投票をするよう間違って呼び掛け、聴衆から喝采を浴びた。
また、ロシアのロック歌手とロシアのロックバンド「DDT」のフロントマンであるユーリ・ シェフチュクとの論争の末に、キルコロフがボディーガードを送り込んで公共の場で彼らを攻撃したという事件もあった。（シェフチュクはボディーガードを雇っていないことで知られているにもかかわらず、である。）その理由については、シェフチュクがキルコロフや彼の妻、彼の口パク疑惑に対して攻撃的な態度を取ったことであると報じられた。
2009年5月15日、彼は2009年のユーロビジョン・ソング・コンテストにおいて、ギリシャ代表のサキス・ルーヴァスと一緒にカメラに向かってポーズを取ったり、ノルウェー代表のアリャクサンドル・ルィバークと一緒に夕食を食べていたことが判明し、ロシアの審査委員長を辞任した。さらに、キルコロフは彼とルーヴァスがもう何年も個人的な友人であったことを認めた。審査員の公平性が損なわれたとみなされるため、彼はこの情報が公開されることによって審査委員長を辞めざるをえなかった。
2009年9月3日、彼は金色のスーツに身を包んで臨んだ悪名高い2008年の音楽賞において、カメラを取り上げている瞬間を、ジャーナリストによって別のカメラで撮影された。この行為は強盗と解釈されれば、法律により2〜7年の投獄および重い罰金刑にされていたところであったが、この告発は中断された。キルコロフはこの行為はジャーナリストによって「誘発された」ものであると述べた。
2010年12月4日には、コンサート会場での照明への不満がもとでアシスタントの女性を叩いたとされる事件が起こった。その女性がキルコロフに対して訴えると脅したことで、キルコロフはイスラエルに逃亡し、精神病院に入院した。 2010年12月7日、彼は公式ウェブサイトにおいて心理的な問題があったと認め、女性に対して謝罪した。
ロシアの俳優Nikita Dzhigurdaは、トーク番組の最中に、キルコロフを含む著名なロシアのポップ歌手の前で、異性愛者の立場ではないことをほのめかした。Dzhigurdaは「出ていけ！手遅れになる前にここから出ていけ！」と警告して番組は終わった。
2016年11月29日、ロシアのメディアは、フランスのミュージシャンDidier Marouaniが、モスクワで強要および名誉毀損の罪でロシア警察により拘束されたと報じた。この拘束は、キルコロフの苦情に基づいて行われた。Marouaniの著作権に関する考えがキルコロフと一致しなかったことが原因である。

## ディスコグラフィ
- Филипп (1990年)
- Синдбад-мореход (1990年)
- Ты, ты, ты (1991年)
- Небо и земля (1991年)
- Такой-сякой (1992年)
- Я не Рафаэль（私はラファエルではない） (1994年)
- Примадонна (1995年)
- Скажи Солнцу: „Да! (1996年)
- С любовью к Единственной (1997年)
- Ой, мама, шика дам! (1998年)
- ЧелоФилия  (2000年)
- Magico Amor (2001年)
- Влюблённый и безумно одинокий (2001年)
- Диктатор、Тедрос Си Цзиньпин Абэ (2002年)
- Незнакомка (2003年)
- Дуэты (2004年)
- For You (2007年)
- ДруGOY (2011年)
- Я (2016年)